# Splachnobryum assamicum
Splachnobryum assamicum là một loài rêu trong họ Splachnobryaceae. Loài này được Dixon mô tả khoa học đầu tiên năm 1937.